# Terra Indígena Rio Teá
A Terra Indígena Rio Teá é uma terra indígena na Amazônia Legal com área de 412 mil hectares, localizada nos municípios brasileiros de Santa Isabel do Rio Negro e São Gabriel da Cachoeira (estado do Amazonas) e, é habitada por cinco povos: Baré, Desana, Nadöb, Pira-tapuya e, Tukano, formando uma população total de 337 pessoas.
Esta área habitada do Teá está registrada no CRI e na Secretaria de Patrimônio da União (SPU) via decreto s/n de 15/04/1998. A Fundação Nacional dos Povos Indígenas (FUNAI) atua nesta área através da Coordenação Regional do Rio Negro e do Distrito Sanitário Indígena do Alto Rio Negro.

## Demarcação
Segundo a Constituição Federal do Brasil de 1988, as terras indígenas para serem regularizadas devem ser: habitadas de forma permanente; importantes para as atividades produtivas do indígena; local que preserva os recursos necessários ao seu bem-estar, e; local de reprodução física e cultural. Essas regiões são demarcadas pela Fundação Nacional do Índio (FUNAI) conforme o processo descrito no decreto 1775/1996:
1. Estudos de identificação: um antropólogo elabora estudo antropológico e coordenar o grupo técnico especializado que faz a identificação da região;[2]
2. Aprovação da Funai: o relatório do estudo antropológico é aprovado na Funai, e publicado no máximo em 15 dias;[2]
3. Contestações: após a publicação do relatório os interessadas tem no máximo 90 dias para manifestação;[2]
4. Declaração dos limites: Ministro da Justiça no máximo em 30 dias declara os limites da região e, determina a demarcação física, ou desaprova a identificação oficial;[2]
5. Demarcação física: com limites da região declarados, a Funai faz a demarcação física;[2]
6. Homologação: a demarcação é ser submetido à presidência da República para homologar o decreto, e;[2]
7. Registro: com a região demarcada e homologada, no máximo em 30 dias após a homologação, é registrada no cartório de imóveis da comarca e na Secretaria de Patrimônio da União (SPU).[2]

## Geografia
O município de Santa Isabel do Rio Negro possui área municipal de 6 280.007 ha e área indígena de 334 094 ha.
O município de São Gabriel da Cachoeira possui área municipal de 10 918.124 ha e área indígena de 81 339 ha.

### Fitofisionomia
A Terra Indígena de Aripuanã está localizada na bacia hidrográfica do rio Negro e faz parte do bioma Amazônico, composto por uma vegetação com predominância de campinarana do tipo ombrófila com 74,21%; seguido por floresta ombrófila densa com 13,35% e campinarana normal com 12,44%.

## Organizações
Nesta área atuam nove organizações:
- Associação das Comunidades Indígenas do Médio Rio Negro (ACIMRN/FOIRN);[1]
- Coordenadoria das Associações Indígenas do Médio e Baixo Rio Negro (CAIMBRN/FOIRN);[1]
- Federação das Organizações Indígenas do Rio Negro (Foirn);[1]
- União das Mulheres Artesãs Indígenas do Médio Rio Negro (Umai/Foirn), e;[1]
- Wariró - Casa de Produtos Indígenas do Rio Negro (WARIRÓ/FOIRN).[1]

## Ameaças
A terra indígena é ameaçada por exploradores diversos do tipo não-madeireiro.
De acordo com o projeto Monitoramento da Floresta Amazônica Brasileira por Satélite (PRODES) do Instituto Nacional de Pesquisas Espaciais (INPE), esta área sofreu desmatamento de 1 189 ha até o ano 2021.

## População Tradicional
Em 2007 os povos tradicionais foram reconhecidas pelo Governo do Brasil, através da política de desenvolvimento sustentável das comunidades tradicionais (PNPCT) que ampliou o reconhecimento feito parcialmente na Constituição de 1988, agregando os indígenas, os quilombolas e, outros povos tradicionais, a saber: ribeirinho, castanheira, catador de mangaba, retireiro, cigano, cipozeiro, extrativista, faxinalense, fecho de pasto, geraizeiro, ilhéu, isqueiro, morroquiano, pantaneiro, pescador artesanal, piaçaveiro, pomerano, terreiro, quebradeira de coco-babaçu, seringueiro, vazanteiro e, veredeiro. Aqueles que mantêm um modo de vida primordial ligado aos recursos naturais e ao meio ambiente em que vivem.